# Морих, Генрих
Генрих Морих (нем. Heinrich Morich; 24 августа 1854, Бартольфельде, ныне в составе Бад-Лаутерберга — 24 декабря 1944, Клаусталь-Целлерфельд) — немецкий педагог и краевед.
Окончил учительскую семинарию. В 1874—1878 гг. преподавал в школе в Шларпе (ныне в составе Услара), затем всю оставшуюся жизнь работал в Клаустале. С 1900 года директор городской школы для девочек. В 1904—1919 гг. первый заместитель председателя Общества учителей Верхнего Гарца.
Опубликовал книгу «Хроника горного города Клаусталь-Целлерфельд» (нем. Chronik der Bergstadt Clausthal-Zellerfeld; 1939), в дальнейшем дополненную Хербертом Деннертом до расширенной «Малой хроники горных городов Верхнего Гарца» (нем. Kleine Chronik der Oberharzer Bergstädte und ihres Erzbergbaus; 4-е издание 1974). Автор множества статей, опубликованных в 1921—1951 гг. в ежегоднике «Всеобщий календарь Гарцских гор» (нем. Allgemeiner Harz-Berg-Kalender).